# Liste der Baudenkmäler in Baiersdorf
Auf dieser Seite sind die Baudenkmäler in der mittelfränkischen Stadt Baiersdorf zusammengestellt. Diese Tabelle ist eine Teilliste der Liste der Baudenkmäler in Bayern. Grundlage ist die Bayerische Denkmalliste, die auf Basis des Bayerischen Denkmalschutzgesetzes vom 1. Oktober 1973 erstmals erstellt wurde und seither durch das Bayerische Landesamt für Denkmalpflege geführt wird. Die folgenden Angaben ersetzen nicht die rechtsverbindliche Auskunft der Denkmalschutzbehörde.

## Ensembles

### Ensemble Hauptstraße

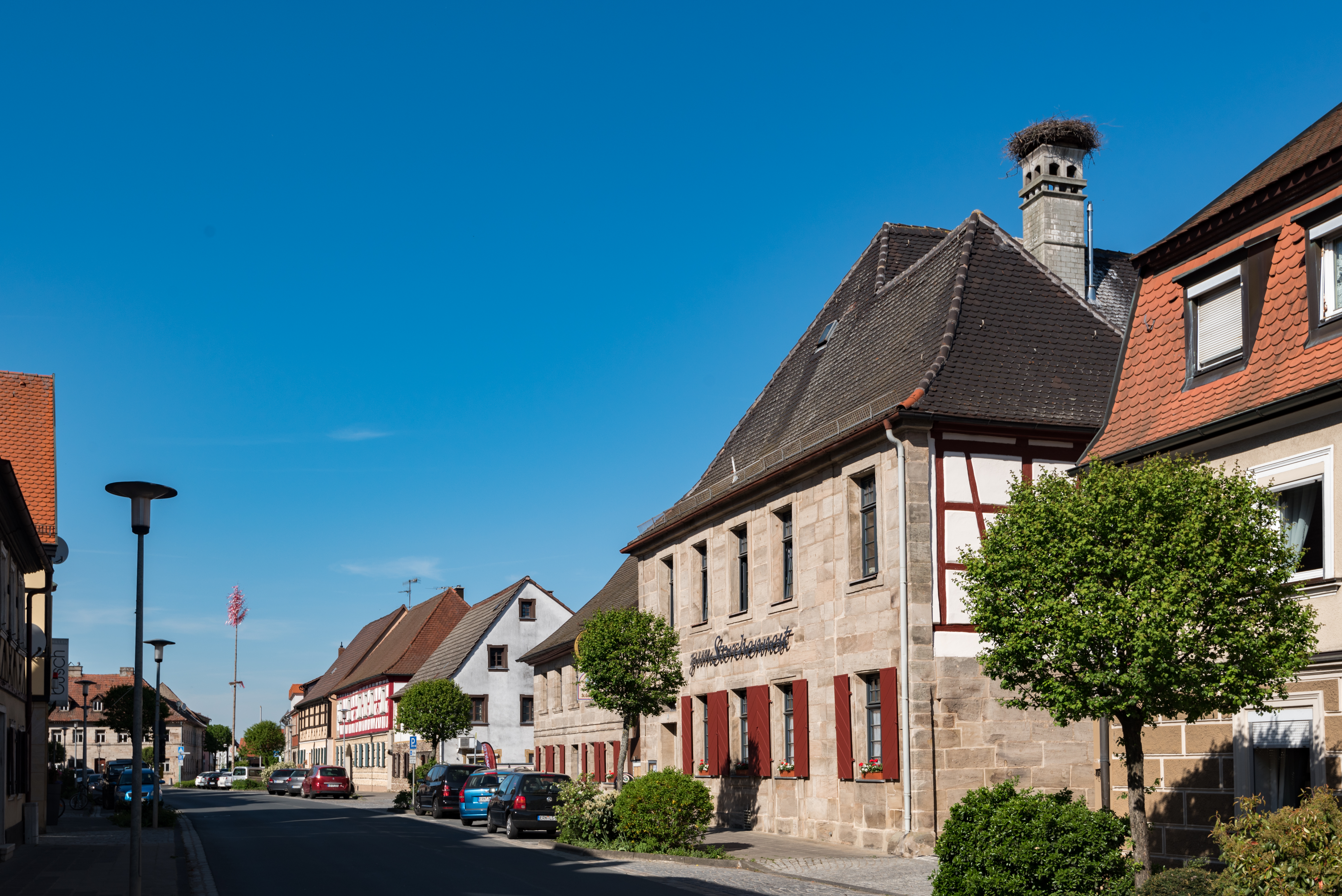
Hauptstraße Richtung Süden

Der obere Teil der Hauptstraße führte noch im 18. Jahrhundert den Namen Markt. Er dürfte somit die Achse der 1353 durch die Burggrafen von Nürnberg neben einer älteren Siedlung (als Peieresvorahe 1062 erstmals genannt) gegründeten Stadt bilden. Da mehrere Stadtbrände den Ort verwüstet haben, ist unsicher, ob die Grundrißgestalt dieses Marktes und insbesondere seine Beziehung zum Rathaus über den Dreißigjährigen Krieg zurückgehen. In der Form des 17./18. Jahrhunderts ist seine Bebauung jedoch gut erhalten, wobei Gasthäuser und ehemaliges Kastenamt seine Funktion als Kleinzentrum akzentuieren. Der feste Abschluss im Norden dürfte den Übergang zur vorgegebenen Siedlungssituation kennzeichnen; im Süden war der Platzraum bis 1945 durch das Erlanger Tor geschlossen. Aktennummer: E-5-72-115-1.

### Ensemble Rathausplatz

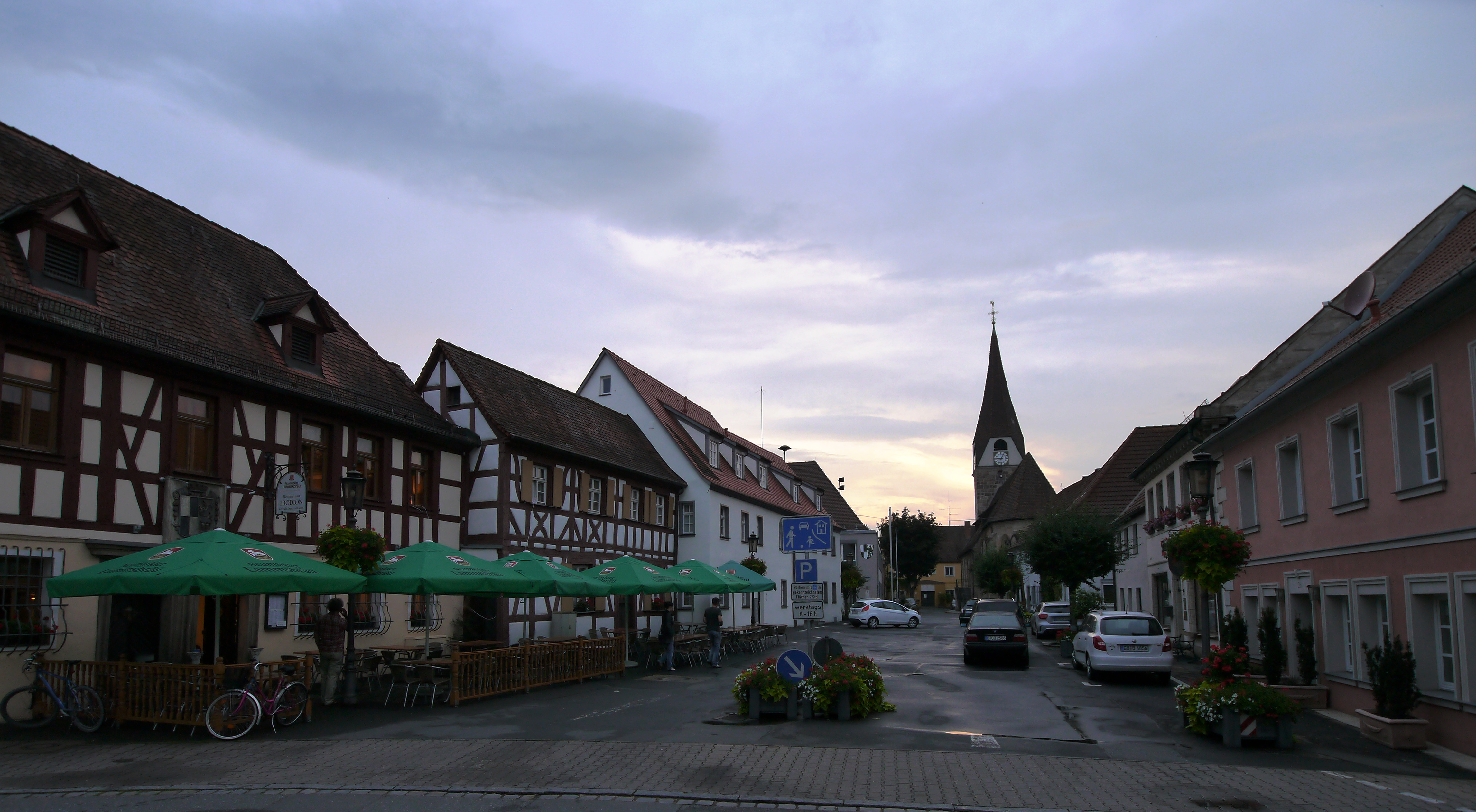
Rathausplatz von der Hauptstraße mit Blick zur Kirche

Der Rathausplatz, der etwa die Grenze zwischen Altsiedlung und gegründeter Stadt des 14. Jahrhunderts bezeichnet, dürfte auf eine Systematisierung im Zuge des Wiederaufbaues nach den Zerstörungen des Dreißigjährigen Krieges zurückgehen, wofür auch spricht, dass ein erstes Rathaus an dieser Stelle 1640 errichtet worden ist. Seine Wirkung empfängt der Platz durch die Ausrichtung auf die westwärts anliegende Pfarrkirche. Die zweigeschossige Bebauung der Längsseite aus dem 17.–19. Jahrhundert ist nahezu geschlossen, die rückwärtige Platzwand wird von der Hauptstraße gebildet, deren Knickung an dieser Stelle die Funktion des Platzes als städtebaulicher Zäsur verdeutlicht. Aktennummer: E-5-72-115-2.

## Baudenkmäler nach Ortsteilen

### Baiersdorf
| Lage                                                                    | Objekt                                           | Beschreibung | Akten-Nr.              | Bild           |
| ----------------------------------------------------------------------- | ------------------------------------------------ | --- | ---------------------- | -------------- |
| Am Igelsdorfer Weg (Standort)                                           | Grenzstein                                       | Teil der Grenzsteinreihe der ehemaligen Fraischgrenze Markgrafentum Brandenburg-Kulmbach-Bayreuth und Hochstift Bamberg, Grenzvertrag von Baiersdorf 13. Mai 1524; hochrechteckiger Sandsteinpfeiler mit halbrundem Abschluss, Schmalseiten reliefiert, bez. 1565 und 1781; weitere Steine dieser Grenzlinie: D-5-72-115-56/1, D-4-74-160-20, D-4-74-160-20/1, und D-4-74-146-24 | D-5-72-115-56          | BW             |
| Apothekengäßchen 1 (Standort)                                           | Wohnhaus in Ecklage                              | Zweigeschossiger Walmdachbau, im Kern 18. Jahrhundert, davor Steinbank | D-5-72-115-2 Wikidata  | weitere Bilder |
| Bürgermeister-Fischer-Straße (Standort)                                 | Bahnhof                                          | Ladeschuppen | D-5-72-115-4 Wikidata  | BW             |
| Bürgermeister-Fischer-Straße 1 (Standort)                               | Bahnhof                                          | Zweigeschossiger Sandsteinquaderbau mit Walmdach und Rundbogenöffnungen, Mitte 19. Jahrhundert | D-5-72-115-4 Wikidata  | BW             |
| Erlanger Straße 7 (Standort)                                            | Wohnhaus                                         | Zweigeschossiger Walmdachbau mit Eckpilastern, im Kern 18. Jahrhundert | D-5-72-115-5 Wikidata  | weitere Bilder |
| Forchheimer Straße 3 (Standort)                                         | Wohn- und Handwerkerhaus, ehemals Färberhaus     | Zweigeschossiger Sandsteinquaderbau mit Walmdach und Gesimsgliederung, 2. Viertel 19. Jahrhundert | D-5-72-115-6 Wikidata  | weitere Bilder |
| Forchheimer Straße 5 (Standort)                                         | Wohnhaus                                         | Zweigeschossiger Sandsteinquaderbau mit Walmdach, mittleres 19. Jahrhundert | D-5-72-115-7           | weitere Bilder |
| Forchheimer Straße 7 (Standort)                                         | Ehemaliges Gasthaus Prater                       | Zweigeschossiger Halbwalmdachbau mit Fachwerkobergeschoss, 17./18. Jahrhundert | D-5-72-115-8 Wikidata  | weitere Bilder |
| Forchheimer Straße 23 (Standort)                                        | Katholische Pfarrkirche St. Josef                | Neugotischer Sandsteinbau mit Steilsatteldach und Rechteckturm mit Haubendach, von Fritz Fuchsenberger 1925; mit Ausstattung | D-5-72-115-9 Wikidata  | weitere Bilder |
| Hauptstraße 8 (Standort)                                                | Wohnhaus                                         | Zweigeschossiger traufständiger Sandsteinquaderbau mit Satteldach und Hofdurchfahrt, erste Hälfte 18. Jahrhundert | D-5-72-115-11 Wikidata | weitere Bilder |
| Hauptstraße 11 (Standort)                                               | Wohnhaus                                         | Zweigeschossiger traufständiger Satteldachbau mit verputztem Fachwerkobergeschoss, Mitte 18. Jahrhundert | D-5-72-115-12 Wikidata | weitere Bilder |
| Hauptstraße 17 (Standort)                                               | Wohnhaus                                         | Zweigeschossiger Walmdachbau, im Kern 18./19. Jahrhundert | D-5-72-115-13 Wikidata | weitere Bilder |
| Hauptstraße 19 (Standort)                                               | Wohnhaus                                         | Zweigeschossiger traufständiger Satteldachbau mit verputztem Fachwerkobergeschoss, Mitte 18. Jahrhundert | D-5-72-115-14          | weitere Bilder |
| Hauptstraße 25 (Standort)                                               | Wohnhaus                                         | Zweigeschossiger traufständiger Sandsteinquaderbau mit Satteldach und einseitigem Treppengiebel, mittleres 19. Jahrhundert | D-5-72-115-15 Wikidata | weitere Bilder |
| Hauptstraße 27 (Standort)                                               | Wohnhaus                                         | Zweigeschossiger traufständiger Sandsteinquaderbau mit Satteldach, mittleres 19. Jahrhundert | D-5-72-115-17 Wikidata | weitere Bilder |
| Hauptstraße 29, 29 a (Standort)                                         | Ehemals Gasthaus Weißes Lamm, jetzt Wohnhaus     | Zweigeschossiger, traufseitiger Fachwerkbau mit Satteldach und Sandsteinfassade, dendrochronologisch datiert auf 1642/44, Sandsteinfassade dendrochronologisch datiert auf 1725, Seitenflügel, zweigeschossiger Fachwerkbau mit Satteldach, dendrochronologisch datiert auf 1704/05; im Keller gemauertes Bad, vermutlich Mikwe, mittelalterlich/frühneuzeitlich                 | D-5-72-115-19 Wikidata | weitere Bilder |
| Hauptstraße 30 (Standort)                                               | Wohnhaus                                         | Zweigeschossiger, traufständiger Satteldachbau mit Eckpilastern, Gesimsgliederung und geohrten Fensterrahmungen, erste Hälfte 18. Jahrhundert | D-5-72-115-20 Wikidata | weitere Bilder |
| Hauptstraße 32 (Standort)                                               | Wohnhaus                                         | Zweigeschossiger Satteldachbau aus Sandsteinquadermauerwerk, im Kern dendrochronologisch datiert 1686/87, Versteinerung der Straßenfassade um 1730, rückwärtig ehemaliges Kommunbrauhaus mit Ökonomiegebäude, östlicher Teil dendrochronologisch datiert 1691, westlicher Teil dendrochronologisch datiert 1706/07                                                               | D-5-72-115-21 Wikidata | weitere Bilder |
| Hauptstraße 33 (Standort)                                               | Wohnhaus                                         | Zweigeschossiger traufständiger Satteldachbau, mit Fachwerkobergeschoss, wohl 18. Jahrhundert | D-5-72-115-22 Wikidata | weitere Bilder |
| Hauptstraße 34 (Standort)                                               | Wohnhaus                                         | Zweigeschossiger, giebelständiger Satteldachbau mit Schopf, Erdgeschoss Sandsteinmauerwerk, Obergeschoss und Giebel Fachwerk, erste Hälfte 17. Jahrhundert | D-5-72-115-23 Wikidata | weitere Bilder |
| Hauptstraße 36 (Standort)                                               | Wohnhaus                                         | Zweigeschossiger traufständiger und im Süden abgewalmter Sattelbau mit Sandsteinquadererdgeschoss und Fachwerkobergeschoss, dendrochronologisch datiert auf um 1650, erneuert Viertel 18. Jahrhundert, Westflügel 1855 | D-5-72-115-61 Wikidata | weitere Bilder |
| Hauptstraße 37 (Standort)                                               | Wohnhaus                                         | Zweigeschossiger traufständiger Satteldachbau mit verputztem Fachwerkobergeschoss, 18./19. Jahrhundert | D-5-72-115-24          | weitere Bilder |
| Hauptstraße 39 (Standort)                                               | Wohnhaus                                         | Zweigeschossiger traufständiger Sandsteinquaderbau mit Satteldach, mittleres 19. Jahrhundert | D-5-72-115-25          | weitere Bilder |
| Hauptstraße 40 (Standort)                                               | Wohnhaus                                         | Zweigeschossiger traufständiger Satteldachbau mit Fachwerkobergeschoss und -giebel, wohl 18. Jahrhundert | D-5-72-115-26 Wikidata | weitere Bilder |
| Hauptstraße 41 (Standort)                                               | Gasthaus zum Storchennest                        | Zweigeschossiger, L-förmiger Sandsteinquaderbau mit Walmdach, Obergeschoss zum Teil in Fachwerk, Ende 18. Jahrhundert | D-5-72-115-27 Wikidata | weitere Bilder |
| Hauptstraße 45 (Standort)                                               | Ehemaliges Kastenamt                             | Zweigeschossiger traufständiger Mansarddachbau mit Fachwerkobergeschoss, im Kern wohl 18. Jahrhundert | D-5-72-115-28 Wikidata | weitere Bilder |
| Herbergsgässchen 1 (Standort)                                           | Kleinhaus                                        | Eingeschossiger, giebelständiger Satteldachbau, 18./ frühes 19. Jahrhundert | D-5-72-115-29 Wikidata | weitere Bilder |
| Nähe Judengasse (Standort)                                              | Jüdischer Friedhof                               | Angelegt im 14. Jahrhundert, mit Sandsteinquadermauer und zahlreichen Grabsteinen des 15.–18. Jahrhunderts | D-5-72-115-30 Wikidata | weitere Bilder |
| Judengasse 1 (Standort)                                                 | Wohnhaus                                         | Zweigeschossiger, L-förmiger Sandsteinquadereckbau mit Walmdach und Gesimsgliederung, erstes Viertel 19. Jahrhundert | D-5-72-115-31 Wikidata | weitere Bilder |
| Judengasse 2 (Standort)                                                 | Wohnhaus                                         | Zweigeschossiger, verputzter Sandsteinquaderbau in Ecklage, mit Mansarddach, Gurtgesims und Eckpilastern, 18. Jahrhundert | D-5-72-115-32 Wikidata | weitere Bilder |
| Judengasse 8 (Standort)                                                 | Wohnhaus                                         | Zweigeschossiger Sandsteinquaderbau mit Walmdach und Gesimsgliederung, mittleres 19. Jahrhundert | D-5-72-115-34          | weitere Bilder |
| Judengasse 26 (Standort)                                                | Wohnhaus                                         | Zweigeschossige, verputzter Walmdachbau mit Gesimsgliederung, im Kern 18./19. Jahrhundert | D-5-72-115-36          | weitere Bilder |
| Judengasse 28 (Standort)                                                | Wohnhaus                                         | Zweigeschossiger verputzter Fachwerkbau mit Walmdach, im Kern 18./19. Jahrhundert | D-5-72-115-37 Wikidata | weitere Bilder |
| Kirchenplatz (Standort)                                                 | Evangelisch-lutherische Pfarrkirche St. Nikolaus | gotischer Sandsteinquaderbau mit Steilsatteldach, Langhaus mit eingezogenem Chor mit Dreiseitabschluss und Strebepfeilern, rechteckiger Westturm mit Spitzhelm, Turm wohl 14. Jahrhundert, Chor, Sakristei und Langhaus 15. Jahrhundert, Barockisierung um 1670–79, neugotische Veränderungen 1898;mit Ausstattung                                                               | D-5-72-115-38 Wikidata | weitere Bilder |
| Pfarrgasse 12 (Standort)                                                | Evangelisch-lutherisches Pfarrhaus               | Zweigeschossiger, traufseitiger Satteldachbau mit Sandsteinquadererd- und Fachwerkobergeschoss, Mitte 18. Jahrhundert | D-5-72-115-40 Wikidata | weitere Bilder |
| Pfarrgasse 20 (Standort)                                                | Wohnhaus                                         | Zweigeschossige, traufständiger Satteldachbau mit Fachwerkobergeschoss, 17./18. Jahrhundert | D-5-72-115-41          | weitere Bilder |
| Pfarrgasse 22 (Standort)                                                | Wohnhaus                                         | Zweigeschossiger traufständiger Fachwerkbau mit Satteldach, wohl 18. Jahrhundert | D-5-72-115-42 Wikidata | weitere Bilder |
| Pfarrgasse 22 (Standort)                                                | Nebengebäude                                     | Eingeschossiger Sandsteinquaderbau mit Steilsatteldach, nach 1821 | D-5-72-115-42 Wikidata | BW             |
| Rathausplatz 1 (Standort)                                               | Wohnhaus                                         | Zweigeschossiger Walmdachbau mit Fachwerkobergeschoss und Satteldachgauben, 1737 | D-5-72-115-44 Wikidata | weitere Bilder |
| Rathausplatz 2 (Standort)                                               | Wohnhaus mit Apotheke                            | Zweigeschossiger traufständiger Sandsteinquaderbau mit Satteldach, bezeichnet mit „1828“ | D-5-72-115-45 Wikidata | weitere Bilder |
| Rathausplatz 3 (Standort)                                               | Bürgerhaus                                       | Zweigeschossiger, traufständiger Fachwerkbau mit Satteldach und Laubengang, verputzt, zweite Hälfte 18. Jahrhundert | D-5-72-115-63 Wikidata | weitere Bilder |
| Rathausplatz 4 (Standort)                                               | Wohnhaus                                         | Zweigeschossiger traufständiger Satteldachbau mit verputztem Fachwerkobergeschoss, 18. Jahrhundert, Erdgeschossmauern Ende 19. Jahrhundert | D-5-72-115-68 Wikidata | weitere Bilder |
| Rathausplatz 5 (Standort)                                               | Wohnhaus                                         | Zweigeschossiger traufständiger Satteldachbau, verputztes Fachwerk, 1678 (dendrochronologisch datiert) | D-5-72-115-64 Wikidata | BW             |
| Schmalzgasse 5 (Standort)                                               | Kleinhaus                                        | Eingeschossiger giebelständiger Sandsteinquaderbau mit Satteldach und Gesimsgliederung, 19. Jahrhundert | D-5-72-115-47 Wikidata | weitere Bilder |
| Seligmannstraße 19 (Standort)                                           | Friedhof                                         | angelegt erstes Viertel 18. Jahrhundert, mit Grüften und Grabsteinen des 18.-erste Hälfte 20. Jahrhundert | D-5-72-115-1 Wikidata  | weitere Bilder |
| Seligmannstraße 19 (Standort)                                           | Friedhofskapelle                                 | Sandsteinquaderbau mit Satteldach, nicht eingezogenem Dreiseitabschluss und Dachreiter mit Pyramidendach, um 1774, Dachreiter 1889; mit Ausstattung | D-5-72-115-1           | weitere Bilder |
| Seligmannstraße 19; Nähe Seligmannstraße; Seligmannstraße 17 (Standort) | Friedhofsmauer                                   | Sandsteinquadermauer mit bossiertem Rundbogentor, Tor bezeichnet mit „1720“ | D-5-72-115-1           | weitere Bilder |
| Waaggasse 9 (Standort)                                                  | Wohnhaus                                         | Zweigeschossiger Fachwerkbau mit Walmdach und vorkragendem Obergeschoss, 18. Jahrhundert | D-5-72-115-49 Wikidata | weitere Bilder |
| Waaggasse 11 (Standort)                                                 | Wohnhaus                                         | Zweigeschossiger giebelständiger Satteldach mit Schopf, Obergeschoss und Giebel erneuertes Zierfachwerk, ehemals mit Mikwe | D-5-72-115-48 Wikidata | weitere Bilder |

### Igelsdorf
| Lage                              | Objekt                       | Beschreibung | Akten-Nr.              | Bild |
| --------------------------------- | ---------------------------- | --- | ---------------------- | ---- |
| Baiersdorfer Straße 3 (Standort)  | Torpfeiler                   | 2 Rechteckpfeiler mit profilierten Platten und Kugelaufsätzen, barock, 18. Jahrhundert | D-5-72-115-53 Wikidata | BW   |
| Baiersdorfer Straße 5 (Standort)  | Bauernanwesen: Wohnstallhaus | Eingeschossiger Sandsteinquaderbau mit Satteldach, frühes 19. Jahrhundert | D-5-72-115-54 Wikidata | BW   |
| Baiersdorfer Straße 5 (Standort)  | Bauernanwesen: Scheune       | Massiver Satteldachbau, gleichzeitig | D-5-72-115-54          | BW   |
| Baiersdorfer Straße 5 (Standort)  | Bauernanwesen: Nebengebäude  | Eingeschossiger Sandsteinquaderbau mit Satteldach, nach 1821 | D-5-72-115-54          | BW   |
| Baiersdorfer Straße 5 (Standort)  | Bauernanwesen: Ummauerung    | Steinquadernauer mit zwei Torpfosten, frühes 19. Jahrhundert | D-5-72-115-54          | BW   |
| Bubenreuther Straße 22 (Standort) | Grenzstein                   | Teil der Grenzsteinreihe der ehemaligen Fraischgrenze Markgrafentum Brandenburg-Kulmbach-Bayreuth und Hochstift Bamberg, Grenzvertrag von Baiersdorf 13. Mai 1524; hochrechteckiger Sandsteinpfeiler mit halbrundem Abschluss, Schmalseiten reliefiert, bez. 1565 und 1781; weitere Steine dieser Grenzlinie: D-5-72-115-56/1, D-4-74-160-20, D-4-74-160-20/1, und D-4-74-146-24 | D-5-72-115-56          | BW   |

### Wellerstadt
| Lage | Objekt           | Beschreibung                                                                         | Akten-Nr.              | Bild           |
| --- | ---------------- | ------------------------------------------------------------------------------------ | ---------------------- | -------------- |
| Wellerstädter Hauptstraße 22 (Standort)                                                                         | Doppel-Kleinhaus | Erdgeschossig und traufständig mit Satteldach, im Kern um 1672                       | D-5-72-115-58          | weitere Bilder |
| Nähe Wellerstädter Hauptstraße (Standort)                                                                       | Hofmauer         | Aus Sandsteinquadern, wohl noch 18. Jahrhundert                                      | D-5-72-115-60          | weitere Bilder |
| Am Breiten Sand, Kreuzbach (östlich der Straße nach Forchheim, im Zuge des früheren Straßenverlaufs) (Standort) | Kreuzbachbrücke  | Bogenbrücke aus Sandstein, bezeichnet mit „1853“                                     | D-5-72-115-50 Wikidata | weitere Bilder |
| Kreuzbachäcker (östlich neben der Kreuzbachbrücke) (Standort)                                                   | Steinkreuz       | Unfallkreuz, Sockel mit Pyramidenstumpf, darauf Kreuz mit Inschrift, Sandstein, 1926 | D-5-72-115-67 Wikidata | BW             |

## Ehemalige Baudenkmäler
In diesem Abschnitt sind Objekte aufgeführt, die früher einmal in der Denkmalliste eingetragen waren, jetzt aber nicht mehr. Objekte, die in anderem Zusammenhang also z. B. als Teil eines Baudenkmals weiter eingetragen sind, sollen hier nicht aufgeführt werden. Aktennummern in diesem Abschnitt sind ehemalige, jetzt nicht mehr gültige Aktennummern.

| Lage                                                                                    | Objekt              | Beschreibung | Akten-Nr.              | Bild |
| --------------------------------------------------------------------------------------- | ------------------- | --- | ---------------------- | --- |
| Baiersdorf Hauptstraße 28 (Standort)                                                    | Wohnhaus in Ecklage | Zweigeschossiger traufständiger Satteldachbau mit Hofdurchfahrt, im Kern 17./18. Jahrhundert                                        | D-5-72-115-18 Wikidata | weitere Bilder |
| Baiersdorf Judengasse 3 (Standort)                                                      | Wohnhaus            | Zweigeschossige, L-förmiger Sandsteinquaderbau mit Satteldach und Durchfahrt, erste Hälfte 19. Jahrhundert, zu Judengasse 1 gehörig | D-5-72-115-33 Wikidata | BW |
| Baiersdorf Weiheräcker (an der Straße nach Bubenreuth)                                  | Jagdgrenzstein      | Bezeichnet mit „1565“ und „1781“ | D-5-72-115-51 Wikidata | [[Vorlage:Bilderwunsch/code!/C:0,0!/D:Weiheräcker (an der Straße nach Bubenreuth), Jagdgrenzstein!/\|BW]]                                  |
| Baiersdorf Weiheräcker (an der Straße nach Bubenreuth, etwa zwei Kilometer vor dem Ort) | Jagdgrenzstein      | Bezeichnet mit „1565“ und „1781“ | D-5-72-115-52          | [[Vorlage:Bilderwunsch/code!/C:0,0!/D:Weiheräcker (an der Straße nach Bubenreuth, etwa zwei Kilometer vor dem Ort), Jagdgrenzstein!/\|BW]] |
| Igelsdorf An der Straße nach Langensendelbach                                           | Steinkreuz          | Sogenanntes Hexenkreuz oder Druidenstein, 15./16. Jahrhundert                                                                       | D-5-72-115-55 Wikidata | BW |
| Igelsdorf Strängwiesen; an der Straßengabelung                                          | Jagdgrenzstein      | Bezeichnet „1565“ und „1781“ | D-5-72-115-57 Wikidata | BW |
| Wellerstadt Wellerstädter Hauptstraße 27 (Standort)                                     | Wohnhaus            | Zweigeschossiger Walmdachbau mit verputztem Fachwerkobergeschoss, wohl erste Hälfte 19. Jahrhundert                                 | D-5-72-115-59 Wikidata | BW |